# Rochelia bungei
Rochelia bungei là loài thực vật có hoa trong họ Mồ hôi. Loài này được Trautv. miêu tả khoa học đầu tiên năm 1886.